# 俞妃 (錢弘俶)
楚国夫人俞氏，五代十国吴越国主錢弘俶继室，名字，家世，籍贯不详，被封为楚国夫人。父親為俞承遜。
她在宋太宗时向北宋朝廷进献金银十余万、犀二十株、通犀赬犀玉带二十二条、水晶佛像十二事。